# Christelijke Samenkomst
Christelijke Samenkomst is een vergaderzaal voor christelijke bijeenkomsten aan het Rietveld in de stad Delft, in de Nederlandse provincie Zuid-Holland. Het huidige vergaderlokaal is in 1907 aan het Rietveld 118 gebouwd voor de vergadering van gelovigen (darbisten). De voorgevel is opgetrokken in een traditionalistische stijl met jugendstil-invloeden. De halfcirkelvormige boog boven de ingang heeft een sluitsteen met diamantkop en daarboven bevindt zich een kruisvormige gevelsteen.
In 1925 werd het lokaal verkocht aan de "Vereniging tot oprichting en instandhouding van lokalen voor Christelijke vergaderingen en tot bevordering van Bijbel- en geschriftverspreiding". In 1997 gaat het pand over in de Delftse Lokaalcommissie.
Het bouwwerk is een gemeentelijk monument.